# Zpěv

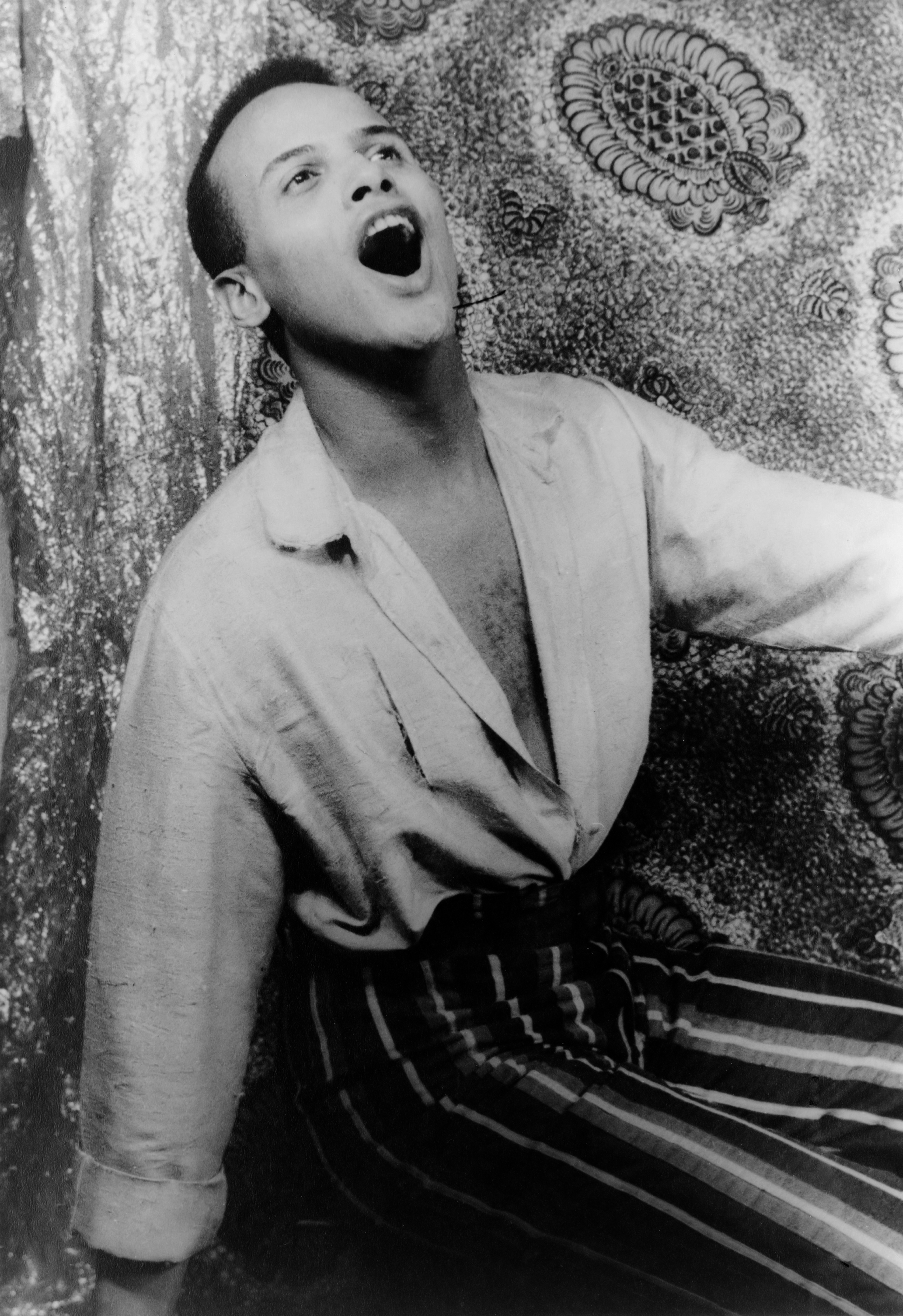
Zpěvák Harry Belafonte v roce 1954

Zpěv je specifický hlasový umělecký projev, který se cíleným střídáním tónů a zpravidla i rytmickou strukturou odlišuje od běžné řeči nebo recitace. O výzkumu rozdílů mezi zpěvem a řečí jsou publikovány články od konce 19. století. Někteří autoři se zabývají například i rozdíly ve způsobu dýchání, kdy ve zpěvu je třeba brát ohled na to, aby nádechy nebyly přerušovány fráze, které ne vždy odpovídají mluveným větám. Důležitá je i rozdílnost zpěvu a řeči po stránce funkce hlasového aparátu.
Zpěv je nejspíše nejpřirozenějším a nejrozšířenějším hudebním uměním. Je ho schopen prakticky každý jedinec, třeba i s nepatrným nebo žádným nadáním.

## Styly zpěvu

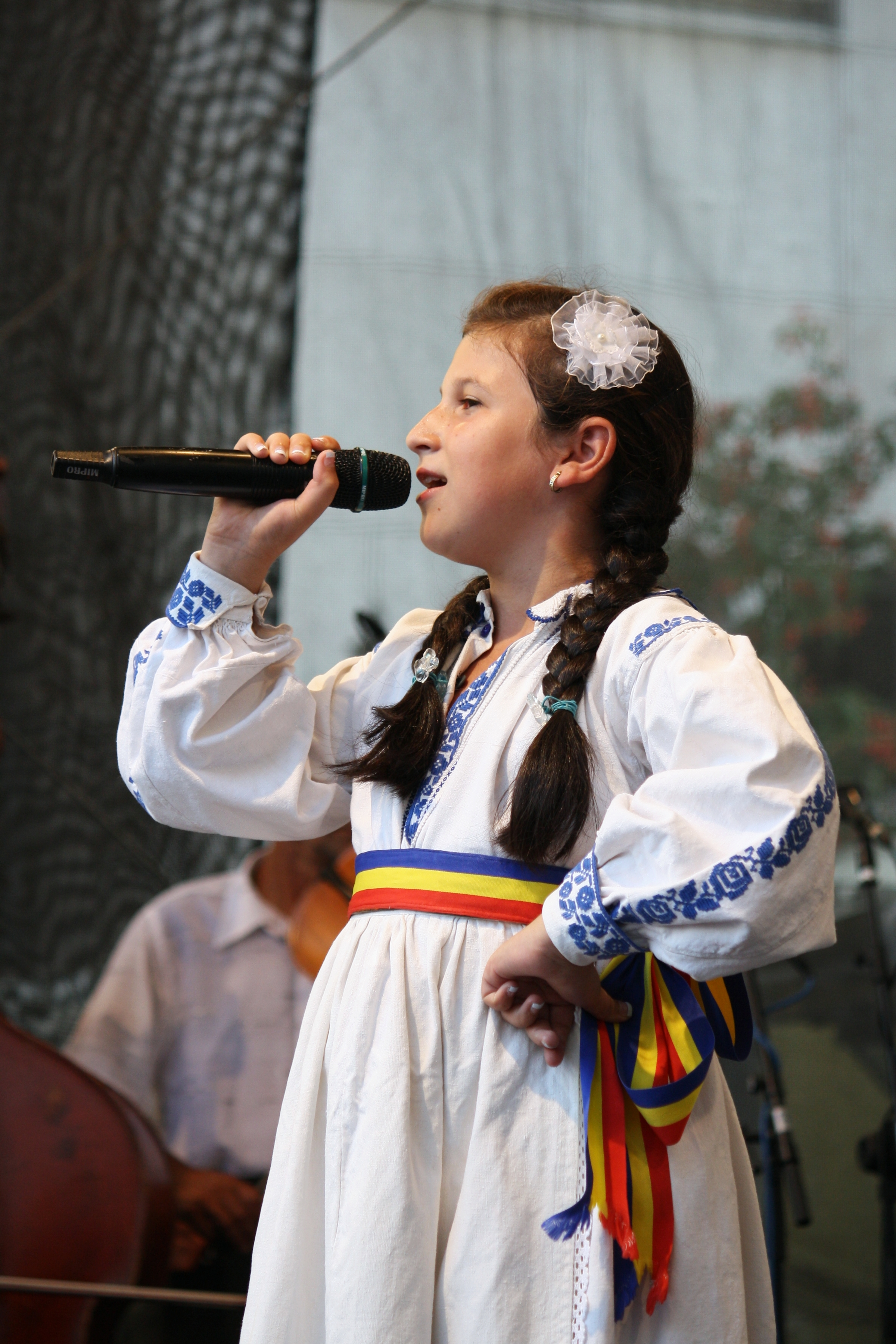
Dětská zpěvačka zpívající na mikrofon

Zpěváci různých hudebních žánrů dominující dnešnímu hudebnímu průmyslu jsou často vzory svých posluchačů, kteří se je snaží napodobovat v koupelně, na fotbalovém zápase, v kostele nebo v pěveckém sboru. Styly zpívané hudby zahrnují operu, Klasická hudba, muzikál, folk, country, populární hudba a mnoho dalších včetně třeba narozeninového zpívání. Speciální technikou zpěvu je i screaming/growling. Zpěv může být doprovozen hlasy zpěvu či hudebních nástrojů různé hlasitosti, nebo může znít i bez doprovodu. Hlavní je styl dýchání, protože jinak zpěvák nemá šanci na úspěch.

## Hlasové typy podle klasického schématu
Základní dělení hlasů:

### Mužské hlasy
- tenor – vysoký mužský hlas
- baryton – střední mužský hlas
- basbaryton – mužský hlas ležící mezi basem a barytonem
- bas – nízký mužský hlas

### Ženské hlasy
- soprán – vyšší ženský hlas
- mezzosoprán – střední ženský hlas
- alt – nižší ženský hlas

## Důležitost tréninku hlasu
Mnoho zpěváků samouků je hrdých na svůj přirozený hlas a jsou přesvědčeni, že jakýkoliv hlasový trénink může jejich hlas jedině pokazit. Problém spočívá v tom, že netrénovaný hlas zůstává v pořádku právě tak dlouho, dokud se nedostaví problém. Nemoci, únava, akusticky těžké prostředí pro zpěv, těžký repertoár či emoce působí na hlas. Zatímco dobrý učitel zpěvu má k dispozici mnoho, co může zpěvákovu techniku ochránit, zpěvák samouk tyto věci nemusí nikdy objevit. Učitel zpěvu Richard Miller napsal "Technika představuje jakousi stabilizaci vyžadované koordinace při zpěvu. To může být zakódováno v mozku a těle zpěváka". Netrénovaní zpěváci běžně nemají mnoho hlasových problémů do 20. roku svého života. Ty se však dostavují okolo 30. roku. I když je zpěvák přesvědčen, že je s jeho hlasem vše v pořádku, protože nedělá nic jiného než vždy dělal, problémy se dříve nebo později mohou dostavit vlivem nevědomého budování zlozvyků.

## Hlasová technika
Zpěv by měl být postaven na koordinovaném přirozeném procesu. Zkušený zpěvák má tuto koordinaci pevně v rukou. Stále přežívají fámy o tom, že ona koordinace je vlastně něco, co je člověku vrozené. Také není neobvyklé najít učitele zpěvu, který tvrdí, že techniku zpěvu není vůbec třeba učit. Není však možné se pouze spoléhat na cítění hudby či zpívané poezie, pokud hlas nepracuje, jak má.

## Zpěv zvířat
Pěvci (zpěvní ptáci) mají běžně rytmický zvukový projev. Velryby se také učí zpívat jako lidé.